# Ламір (Хавік)
Ламір (перс. لمير) — село в Ірані, у дегестані Чубар, у бахші Хавік, шагрестані Талеш остану Ґілян. За даними перепису 2006 року, його населення становило 566 осіб, що проживали у складі 113 сімей.

## Клімат
Середня річна температура становить 14,05 °C, середня максимальна – 26,78 °C, а середня мінімальна – -0,05 °C. Середня річна кількість опадів – 871 мм.
| Клімат поселення                              | Клімат поселення | Клімат поселення | Клімат поселення | Клімат поселення | Клімат поселення | Клімат поселення | Клімат поселення | Клімат поселення | Клімат поселення | Клімат поселення | Клімат поселення | Клімат поселення | Клімат поселення |
| Показник                                      | Січ.             | Лют.             | Бер.             | Квіт.            | Трав.            | Черв.            | Лип.             | Серп.            | Вер.             | Жовт.            | Лист.            | Груд.            |                  |
| Середній максимум, °C                         | 9,53             | 10,11            | 12,20            | 16,95            | 21,01            | 24,95            | 26,78            | 26,70            | 23,41            | 19,94            | 15,18            | 10,67            |                  |
| Середня температура, °C                       | 4,72             | 5,32             | 7,40             | 12,15            | 16,22            | 20,15            | 23,44            | 23,34            | 20,07            | 16,58            | 11,81            | 7,34             |                  |
| Середній мінімум, °C                          | −0,05            | 0,50             | 2,60             | 7,33             | 11,41            | 15,36            | 20,09            | 20,02            | 16,71            | 13,24            | 8,47             | 4,00             |                  |
| Норма опадів, мм                              | 76               | 73               | 73               | 53               | 42               | 27               | 13               | 40               | 106              | 155              | 117              | 96               |                  |
| Середньомісячна швидкість вітру, м/с          | 2.40             | 2.50             | 2.50             | 2.40             | 2.40             | 2.68             | 2.74             | 2.47             | 2.28             | 2.10             | 2.00             | 2.17             |                  |
| Середньомісячна сонячна радіація, кДж/м²·день | 6761             | 9091             | 11236            | 15747            | 20083            | 22932            | 23582            | 20180            | 16191            | 11040            | 8234             | 6300             |                  |
| --------------------------------------------- | ---------------- | ---------------- | ---------------- | ---------------- | ---------------- | ---------------- | ---------------- | ---------------- | ---------------- | ---------------- | ---------------- | ---------------- | ---------------- |
| Джерело:                                      |                  |                  |                  |                  |                  |                  |                  |                  |                  |                  |                  |                  |                  |